# 萤·烧谷仓·其他短篇
《螢火蟲》（日语：螢・納屋を焼く・その他の短編）为日本作家村上春树的第三部短篇小说集，日文版于1984年7月由新潮社刊行，中文大陆译本2009年8月由上海译文出版社出版，译者为林少华；臺灣譯本於1999年5月由時報文化出版，由李友中翻譯。

## 收录内容
本书收录了村上春树创作于1982年至1984年之间的五篇短篇小说，包括：
- 萤（初出《中央公论》1983年1月号），后在编辑的提议下扩充为长篇小说《挪威的森林》。
- 烧仓房（納屋を焼く，初出《新潮》1983年1月号）
- 跳舞的小人（踊る小人，初出《新潮》1984年1月号）
- 盲柳与睡女（めくらやなぎと眠る女，初出《文学界》1983年12月号），其后因作品朗读会的需要而压缩成另一个版本，并改名为《盲柳，及睡女》（めくらやなぎと、眠る女），收录于短篇小说集《列克星敦的幽灵》中，此文被作者称为“最喜欢的原创短篇小说”。
- 三个德国幻想（三つのドイツ幻想，初出《BRUTUS》1984年4月15日号），由“作为冬季的博物馆的色情画”（冬の博物館としてのポルノグラフィー）、“赫尔曼·戈林要塞1983”（ヘルマン・ゲーリング要塞1983）以及“赫尔W的空中花园”（ヘルWの空中庭園）三个短章构成。

## 相关评论
该书的译者林少华认为，该书写作手法的多样化进一步展示了村上文学风景的扑朔迷离以及一触即发的创作潜能，可以说是其创作道路上的“十字路口”。